# Condado de Laois
El condado de Laois (también con la grafía Laoighis o Leix) es un condado del interior de Irlanda. Situado en la provincia de Leinster.
Área: 1.719 km². Población: 67.012 (2006). Punto más alto: Monte Arderin (527 m), en la cadena de las Montañas Slieve Bloom. Capital: Portlaoise

## Ciudades del condado
- Abbeyleix/Mainistir Laoise
- Portarlington/Cúil an tSúdaire

## Historia
Creado en 1556 por María I de Inglaterra como condado de la reina, Laois recibió su actual nombre irlandés después de la guerra de independencia irlandesa. Portlaoise (previamente Maryborough) es la capital del condado. Laois fue objeto de dos plantaciones o colonizaciones por parte de Inglaterra. La primera tuvo lugar en 1556, cuando el conde de Sussex desposeyó al clan O'Moore de sus propiedades e intentó substituirlos por los colonos ingleses. Sin embargo, esto provocó una larga serie de conflictos en el condado en la que murieron la gran mayoría de los colonos ingleses. A esta siguió un segundo intento, mucho más exitoso en el siglo XVII, que reforzó el control inglés existente con muchos más terratenientes y arrendatarios. Finalmente, el condado acoió una comunidad hugonota francesa en el 1690, que recibieron tierras en Irlanda después de su servicio a Guillermo de Orange durante las guerras jacobitas. Además de esto, una gran cantidad de cuáqueros se instaló en Mountmellick. El condado cambió su denominación el los años 20.

## Economía
La agricultura es el sector más grande, con el 70% del área (1200 km²), cultivada cada año. El condado tinene sobre unos 230.000 ganados, que da a cuatro vacas por persona. El condado tiene una base industrial pequeña, con los parques industriales en Portlaoise y Mountmellick. Sobre 1500 personas trabajan en el sector industrial en el condado de Laois. Sin embargo, el desempleo es más alto que en otros condados irlandeses y la renta anual son más bajas que el promedio nacional, aproximadamente el 88%.

## Política
Laois tiende a apoyar fuertemente al partido de Fianna Fáil en elecciones irlandesas. En las elecciones locales pasadas, sin embargo, había una aguda oscilación al partido de la oposición Fine Gael. Figuras irlandesas históricamente importantes como Kevin O'Higgins y Oliver Flanagan nacieron en el condado de Laois.

## Población
La población del condado de Laois se está ampliando rápidamente, dado su fácil acceso a Dublín. En el censo de 2006 la población había aumentado un 14% (67.000 personas).

## Ciudades y pueblos
- Abbeyleix 1770
- Ballacolla
- Ballinakill 445
- Ballybrittas 388
- Ballycolla 136
- Ballylinan 1101
- Ballyroan 563
- Borris-in-Ossory 508
- Carlow 24 272
- Castletown 436
- Clonaslee 566
- Durrow 835
- Emo 257
- Errill 182
- Killenard 671
- Mountmellick 4777
- Mountrath 1774
- Newton 269
- Portarlington 8368
- Portlaoise (Maryborough) 22 050
- Rathdowney 1271
- Stradbally 1350
- The Swan 216

## Lugares de interés
- Slieve Bloom Mountains
- Rock of Dunamase
- Emo Court
- Castle Durrow
- Stradbally House
- Mountmellick Quaker Museum
- Ballyfin House
- Dunamase Arts Centre, Portlaoise